# Wally Hughes
Wally Hughes (Liverpool, 15 marzo 1934 – Auckland, 21 gennaio 2011) è stato un allenatore di calcio neozelandese con cittadinanza britannica.

## Carriera

### Giocatore
Hughes nacque e crebbe a Liverpool e fece parte del Liverpool F.C., inizialmente come giardiniere , ma successivamente guadagnò un contratto da calciatore. Egli non riuscì a fare nessuna presenza in prima squadra, e andò allo Stockport County, ma anche qui non riuscì a fare nessuna presenza. Hughes allora andò allo Sheffield United dove fece due presenze. Ha poi avuto delle parentesi con il Bradford e con il Southport

### Allenatore
Nel 1973 emigrò in Nuova Zelanda e diventò allenatore del Dunedin City nella Southern League. Dopo due stagioni diventò allenatore nella Northern League e poi nel 1977 diventò allenatore della Nuova Zelanda rimpiazzando Barrie Truman alle qualificazioni per la coppa del mondo del 1978. Hughes si occupò della Nuova Zelanda a partire dal febbraio 1977, vincendo sei partite, perdendone cinque ed un pareggio per un totale di 12 partite da commissario tecnico. Dopo Hughes si dimise per seguire un tour in Nuova Zelanda con la nazionale B inglese, allenò il Blockhouse Bay nella National League. Prese un impegno a Dubai per due anni prima di ritornare nel Pacifico del Sud e allenare le Figi dove fallì le qualificazioni per il Mondiale 1982. Hughes allenò anche l'Auckland City F.C., East Coast Bay A.F.C., Auckland University e Manurewa A.F.C..